# 吴少聪
吴少聪（2000年3月20日—），籍貫河南鄭州，是一名中华人民共和国足球运动员，曾效力广州及京都不死鳥。2023-2024年被伊斯坦堡巴沙克舒希外借到真格拿拜列治，現效力北京國安，也为中国国家足球队队员。

## 榮譽
廣州恆大淘寶
- 中國足球協會超級聯賽冠軍 : 2019[4]